# Ralph Linton
Pour les articles homonymes, voir Linton.
Ralph Linton (Philadelphie, 27 février 1893 - New Haven 24 décembre 1953) est un anthropologue américain. Formé par Franz Boas, il enseigne l'anthropologie à l'université Columbia puis à Yale et mène des enquêtes ethnologiques dans les îles Marquises, à Madagascar, et chez les Comanches de l'Oklahoma.
Dans son ouvrage De l'homme (1936), il présente la culture comme un héritage social transmis à l'enfant et qui a pour fonction d'adapter l'individu à la société et celle-ci à son environnement. Il existe au sein d'une culture tout un répertoire de "rôles" qui définissent comment l'individu doit se comporter en société.
C'est dans Le Fondement culturel de la personnalité (1945) qu'il définit la notion de personnalité de base (basic personality), qu'il nommera plus tard personnalité modale. Ralph Linton fut, avec Abram Kardiner (1891-1981), Ruth Benedict (1887-1948) et Margaret Mead (1901-1978), l'un des représentants du mouvement culturaliste culture et personnalité.

## Ouvrages principaux
- "Archaeology of the Marquesas Islands". Bernice P. Bishop Museum Bull. 23 (1925). Dans cet ouvrage, il montre que les structurations familiales sont très différentes de celle des occidentaux. Dans la société des îles Marquises, les femmes sont beaucoup moins nombreuses que les hommes. Il y a donc polyandrie (les femmes ont plusieurs maris). Ainsi, les hommes s'occupent beaucoup plus des enfants que les femmes et les enfants n'ont pas de père identifié. Par ailleurs, les enfants ne sont pas considérés comme des êtres fragiles. Le rapport à la sexualité est lui-même très différent. Par exemple, les parents masturbent leurs enfants pour les calmer lorsqu'ils sont en colère. Les observations faites dans cet ouvrage ont été reprises par A. Kardiner dans L'individu et la société (1939).
- De l'homme (en anglais : The Study of Man) (1936)
- Avant propos de L'Individu dans sa société : essai d'anthropologie psychanalytique d'Abram Kardiner, éd. Gallimard, 1969 (Bibliothèque des Sciences humaines), ASIN B0000DLOQR
- The Cultural Background of Personality, New-York, D. Appleton, (1945)
- Le Fondement culturel de la personnalité, Paris : Dunod, 1977 ; traduction de The Cultural Background of Personality.
- The Tree of Culture (1955).